# قشلاق سیدلری ساری قوئی مرادلو
قشلاق سیدلری ساری قوئی مرادلو روستایی در ایران است که در استان اردبیل واقع شده‌ است. قشلاق سیدلری ساری قوئی مرادلو ۳۱ نفر جمعیت دارد.